# Sichfrith Ivarsson
Sichfrith Ivarsson (883? - 888), va ser un cabdill nòrdic-gaèlic, monarca viking del regne de Dublín. Sichfrith és una forma de llengües goidèliques del nòrdic antic Sigfrødr o Sigurðr. Un dels reis pagans més bel·ligerants contra la cada vegada més influent confessió cristiana a la seva regió, durant el primer any del seu regnat va atacar i va cremar fins als fonaments els monestirs de  Lismore i Cloyne.
També va poder ser el responsable de l'atac eclesiàstic de Kildare el 885 o el 886 on el vice-abat va ser capturat amb altres 280 presoners. El regnat de Sichfrith es considera el principi de la fi del domini escandinau a Irlanda perquè el seu regne va estar sotmès a nombrosos aixecaments capitanejats per diversos pretendents al tron, entre ells Eoloir Jarnknesson fill del viking Járnkné que el 886 ja havia matat Airemón mac Áedo, un dels dos reis de Ulaid (Ulster). Un altre pretendent amb el mateix nom, fill de  Bard, també reclamava el tron en aquells dies segons les cròniques.
El 888 Sichfrith Ivarsson va ser assassinat pel seu germà Sigtrygg Ivarsson (Sictric I), que va romandre en el tron durant cinc anys.